# Lohr am Main
Lohr am Main település Németországban, azon belül Bajorországban. Lakosainak száma 15 353 fő (2023. december 31.). Lohr am Main Fellen, Ruppertshüttener Forst, Gemünden am Main, Neuendorf, Karlstadt, Steinfeld, Neustadt am Main, Forst Lohrerstraße, Rechtenbach, Partensteiner Forst és Partenstein községekkel határos.

## Népesség
A település népessége az elmúlt években az alábbi módon változott:
| Lakosok száma | 4205 | 11 167 | 16 435 | 15 719 | 15 143 | 15 036 | 15 145 | 15 192 | 14 999 | 15 353 |
|               | 1875 | 1950   | 1975   | 1987   | 2012   | 2014   | 2016   | 2017   | 2021   | 2023   |